# Adlersparre
Adlersparre är en svensk adlig ätt som upphöjts till friherrlig och grevlig värdighet. Ätten saknar levande medlemmar i Sverige men fortlever utomlands sedan en gren på 1890-talet överflyttat till England, varifrån den på 1960-talet emigrerade till Kanada.
År 2014 var tre personer med efternamnet Adlersparre folkbokförda i Kanada och en i Förenade Arabemiraten.

## Historik
Släkten härstammar från borgmästaren i Ulricehamn, Kristoffer Andersson som levde på 1600-talet. Hans son Kristoffer upptog namnet Sundelius och var handelsman i Göteborg. Hans hustru Johanna Schröder var dotter till handelsmannen Eric Fransson Schröder och Sophia Göransdotter. Deras son hette också Kristoffer (1682–1743), och var statskommissarie i Göteborg. Han var gift med Sofia Nordlind, dotter till biskop Daniel Norlindh och Anna Brunner, Martin Brunnerus dotter. Deras barn, varav en var son, adlades 1757 med namnet Adlersparre, och sonen Kristoffer introducerades på nummer 1988.
Denne Kristoffer Adlersparre (1718–1799) var överstelöjtnant. Hans hustru Ebba Sofia Planting-Berglod (1730–1763) var dotter till kapten Carl Planting-Berglod och Hedvig Magdalena Hammarsköld. Äldste sonen Carl (1752–1825) var kansliråd och verksam vid Riksarkivet men var barnlös. Ätten fortlevde på svärdssidan med två söner, landshövdingarna Axel (1763–1838) och Georg (1760–1835).
Georg Adlersparre upphöjdes till friherre enligt §37 i 1809 års regeringsform och till greve enligt samma paragraf år 1816, samt introducerades på nummer 130. Hans hustru var Lovisa Magdalena Linroth vars mor var en Geijer. En son till honom var Carl August Adlersparre, gift med Charlotte von Platen nr 1922 vars mor var en Munck nr 309 bland friherrar. Den yngste sonen var Rudolf Adlersparre.
Axel Adlersparre (1763–1838) var gift med Carolina Ottiliana von Arbin vars mor var en Hästesko-Fortuna. Deras äldsta dotter Sophia Albertina var konstnär. Ättegrenen fortlevde med sonen kaptenlöjtnant Axel Adlersparre gift med en Anckarsvärd.

## Några av släktens medlemmar
- Carl Adlersparre (1752–1825)
- Georg Adlersparre (1760–1835)
- Axel Adlersparre (1763–1838)
- Sophie Adlersparre (1808–1862), konstnär
- Carl August Adlersparre (1810–1862), författare
- Axel Adlersparre (1812–1879), kommendör och politiker
- Rudolf Adlersparre (1819–1908), löjtnant och politiker
- Sophie Adlersparre, född Leijonhufvud (1823–1895), pionjär inom kvinnorörelsen
- Sofie Adlersparre (1850–1924), författare och historiker
- Alcyone Adlersparre (1851–1938)
- Rolf Adlersparre (1859–1943)